# Сабина Руж
Сабина Руж (англ. Sabina Rouge; род. 16 августа 1997 года, США) — американская порноактриса, эротическая фотомодель и вебкам-модель.

## Карьера
Проживала в различных городах штата Флорида, перед тем, как переехать в штат Теннесси, где она поступила в колледж и прожила около трёх лет. Работала неполный рабочий день репетитором по вокалу и изучала нейробиологию. Также подрабатывала в качестве вебкам-модели для сайта Chaturbate. В течение первого года съёмок была названа данным сайтом «Chaturbate Cutie». Именно на Chaturbate она была замечена Джоном Стивеном — владельцем агентства талантов Matrix Models.
Начала карьеру в феврале 2018 года в возрасте 20 лет и за первые две недели после подписания контракта снялась в фотосессии для сайта Playboy Plus. В последующие месяцы карьеры Сабина снималась в качестве фотомодели для журналов Penthouse, который выбрал её в мае «Любимицей месяца», Barely Legal и Hustler’s Taboo. В 2019 году появилась в октябрьском выпуске Hustler. В декабре стала Treat of the Month канадского порносайта Twistys.
Будучи открытой лесбиянкой, снимается исключительно в сценах мастурбации и лесбийского секса для таких студий, как Brazzers, Girlfriends Films, Girlsway, Sweetheart Video, Team Skeet и многих других.
На данный момент (сентябрь 2019 года) снялась в более чем 30 порнофильмах.
Сценический псевдоним Сабина Руж — это прозвище, которое ей дала её бабушка. В свободное от съёмок времени занимается записью музыки.

## Награды и номинации
| Год  | Награда                    | Результат | Категория                                                                             | Фильм                 |
| ---- | -------------------------- | --------- | ------------------------------------------------------------------------------------- | --------------------- |
| 2019 | AVN Award                  | Номинация | Лесбийская исполнительница года                                                       | н/д                   |
| 2019 | AVN Award                  | Номинация | Лучшая лесбийская сцена (вместе с Шарлоттой Стокли)                                   | Axel Braun’s Girlfest |
| 2019 | Fleshbot Award             | Номинация | Лучшая лесбийская сцена (вместе с Эбигейл Мэк)                                        | A Woman’s Promise     |
| 2019 | Fleshbot Award             | Номинация | Лучшая лесбийская сцена (вместе с Шарлоттой Стокли)                                   | Axel Braun’s Girlfest |
| 2019 | Spank Bank Award           | Номинация | Most Talented Tongue (Best Girl/Girl Kisser of the Year)                              | н/д                   |
| 2019 | Spank Bank Award           | Номинация | Ravishing Redhead of the Year                                                         | н/д                   |
| 2019 | Spank Bank Award           | Номинация | Sensational Scissorist                                                                | н/д                   |
| 2019 | Urban X Award              | Номинация | Лесбийская исполнительница года                                                       | н/д                   |
| 2020 | AVN Award                  | Номинация | Лесбийская исполнительница года                                                       | н/д                   |
| 2020 | AVN Award                  | Номинация | Лучшая лесбийская сцена (вместе с Отем Фоллс)                                         | When Boys Are Away    |
| 2020 | Spank Bank Award           | Номинация | Lesbian Thesbian of the Year                                                          | н/д                   |
| 2020 | Spank Bank Award           | Номинация | Most Talented Tongue (Best Girl/Girl Kisser of the Year)                              | н/д                   |
| 2020 | Spank Bank Award           | Номинация | Queen of Cunnilingus (Girl/Girl Star of the Year)                                     | н/д                   |
| 2020 | Spank Bank Technical Award | Победа    | Porn’s Biggest Girl/Girl Crush                                                        | н/д                   |
| 2020 | XBIZ Award                 | Номинация | Лесбийская исполнительница года                                                       | н/д                   |
| 2021 | AVN Award                  | Номинация | Лесбийская исполнительница года                                                       | н/д                   |
| 2021 | AVN Award                  | Номинация | Лучшая лесбийская групповая сцена (вместе с Аидрой Фокс, Арией Ли и Джиллиан Джансон) | Popular               |
| 2021 | AVN Award                  | Номинация | Лучшая лесбийская сцена (вместе с Мэри Муди)                                          | A Part of Her World   |
| 2021 | Fleshbot Award             | Номинация | Лучшая лесбийская исполнительница                                                     | н/д                   |
| 2021 | XBIZ Award                 | Номинация | Лесбийская исполнительница года                                                       | н/д                   |
| 2021 | XBIZ Cam Award             | Номинация | Восходящая премиум-социальная медиазвезда                                             | н/д                   |
| 2022 | AVN Award                  | Номинация | Лесбийская исполнительница года                                                       | н/д                   |
| 2022 | XBIZ Award                 | Номинация | Лучшая сцена секса — только девушки (вместе с Дженной Фокс)                           | Murder Mystery        |
| 2023 | AVN Award                  | Номинация | Лесбийская исполнительница года                                                       | н/д                   |
| 2023 | AVN Award                  | Номинация | Лучшая лесбийская групповая сцена (вместе с Банни Колби и Беллой Ролланд)             | From Bad to Worse     |
| 2023 | XBIZ Award                 | Номинация | Лесбийская исполнительница года                                                       | н/д                   |
| 2023 | XRCO Award                 | Номинация | Лесбийская исполнительница года                                                       | н/д                   |

## Избранная фильмография
- 2018 — Axel Braun’s Girlfest[29]
- 2018 — Cheer Squad Sleepovers 26
- 2018 — Lesbian Stepsisters 7[30]
- 2019 — Lesbian Legal 15
- 2019 — Lesbian Stepsisters 8
- 2019 — Naughty Bedroom Party
- 2019 — Net Skirts 19.0[31]